# Metromedia Square

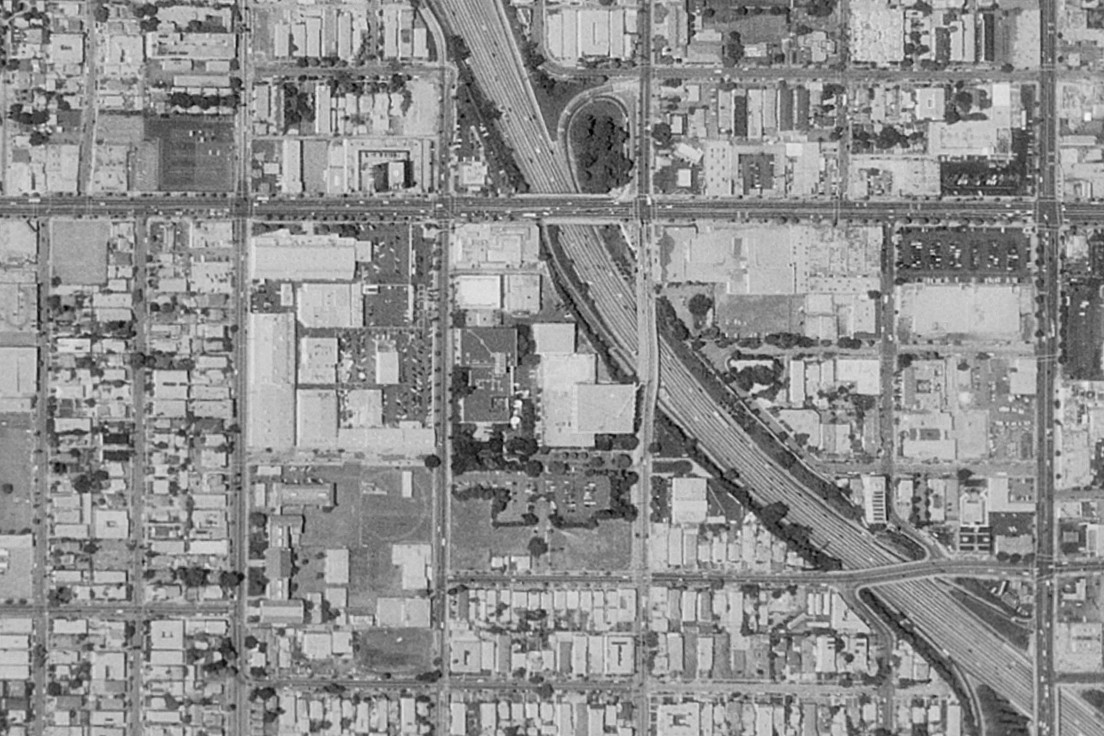
Imagen por satélite de Metromedia Square a partir del mayo de 1994

Metromedia Square (más tarde conocido como Fox Television Center desde 1986 hasta 1996) fue un estudio de radio y de televisión ubicado en el 5746 del Bulevar Sunset de Hollywood, en Los Ángeles (California), en la esquina sureste de Sunset y Van Ness Avenue. Durante décadas, era reconocible por la serpiente blanca con forma de escalera que había en el techo del edificio. Esta obra de arte, bautizada como Starsteps fue desmantelada cuando la propiedad del edificio cambió en 2000. Hasta finales del siglo XX era uno de los puntos de referencia de la ciudad de Los Ángeles.

## Historia

### Orígenes
El sitio fue conocido originalmente como el Nassour Studio, construido en 1946 y abierto el 1 de enero de 1947 por los hermanos William y Edward Nassour (1911-1962). Más de 100 películas independientes fueron grabados bajo la bandera de Nassour Studio. Originalmente, había cuatro escenarios de sonido que variaban en tamaño desde unos 7.600 pies cuadrados (710 m²) hasta algo más de 13.000 pies cuadrados (1.200 m²). Nassour tuvo una sala de proyección y una serie de oficinas, decoradas en estilo art déco, y que estaban ubicadas en los edificios al frente de Sunset.
Los camerinos se construyeron junto a los escenarios 1 y 2. Un antiguo edificio de apartamentos de dos pisos reformado, ubicado al final de la calle en Van Ness, albergaba a productores y escritores. El gran escenario, el nº 4, tenía paneles removibles que escondían un tanque de agua. Se utilizó para filmar las escenas del río de la jungla en Africa Screams (1949). El lote era muy pequeño (alrededor de cuatro acres), por lo que era necesaria una instalación subterránea para el almacenamiento. Se instaló un gran montacargas para el acceso.

### Un centro importante de la televisión
En 1950 los hermanos Nassour vendieron su estudio a la Times-Mirror Company, editora del diario Los Angeles Times. Times-Mirror fue buscando una instalación permanente para albergar KTTV (canal 11), su nueva cadena de televisión (en ese momento, poseída conjuntamente por la CBS), que comenzó sus emisiones el año anterior. La instalación fue llamada más tarde KTTV Studios.
La firma Metromedia, con sede en el Ciudad de Nueva York, compró la propiedad junto con KTTV en 1963. En 1967 Metromedia llevó a cabo una amplia renovación y ampliación de la instalación, que incluía una nueva torre de oficinas y un edificio para albergar varias empresas Metromedia, incluyendo los Harlem Globetrotters, el Ice Capades, la empresa de publicidad Foster & Kleisler, y Wolper Productions, el último de los cuales fue adquirido por la empresa en 1964. La renovación también trajo consigo un cambio de nombre, de KTTV Studios a Metromedia Square. Las estaciones de radio de Los Ángeles KLAC y KMET (ahora KTWV), que Metromedia compró en transacciones separadas de 1963 y 1965, se mudaron allí en 1976. En 1981, se agregó la escultura de obra de arte de acero con forma de celosía, la Starsteps, al techo del edificio en el lado norte de la propiedad, sobre la autopista 101.
El productor de televisión Norman Lear se mudó a la propiedad en 1973 y estableció la sede de su compañía, Tandem Productions, en el edificio. Lear empezó a filmar aquí algunas de sus series de televisión en el otoño de 1975, tales como All in the Family, Diff'rent Strokes, The Jeffersons, Maude, Good Times, Hello, Larry, One Day at a Time, y The Facts of Life. Uno de sus otros programas clásicos, Sanford and Son, se siguió grabando en los NBC Studios de Burbank, a pesar de que su reposición en 1980, Sanford, ya sí fue grabada en Metromedia. Programas como Diff'rent Strokes, The Facts of Life, y The Jeffersons se trasladaron más tarde, en 1982, a Universal City Studios.

### Reconversión posterior
En 1986 Metromedia vendió la mayoría de sus participaciones televisivas a News Corporation, y KTTV se convirtió en una estación fundamental de la nueva Fox Broadcasting Company. Como resultado de ello, los estudios se convirtieron en el Fox Television Center, a pesar de que Metromedia continuó siendo el propietario del edificio y del terreno sobre el cual estaba situado, arrendando la propiedad a Fox y KTTV.
Programas tales como La pequeña maravilla, producido por Fox, y Saved by the Bell, producido por la cadena NBC, fueron algunas de las últimas series que se grabaron en este complejo, junto con la serie de comedia In Living Color y la primera temporada de MADtv. Irónicamente, sólo pocas series de televisión producidas por Fox fueron grabadas realmente en el Fox Television Center.
En 1996, KTTV y las operaciones de la cadena Fox se trasladaron a su propio edificio nuevo (el actual Fox Television Center) en West Los Angeles, que es la sede corporativa del grupo Fox Television Stations. Mientras tanto, los estudios de las emisoras de radio permanecieron aquí, incluso mucho después de que ya no fueran propiedad de Metromedia. KTWV, ahora propiedad de CBS Radio, se trasladó a nuevos estudios en Culver City, California en 1997, y luego al barrio de Miracle Mile en Wilshire Boulevard, en Los Ángeles, el 18 de febrero de 2005. KLAC eventualmente fue adquirido por Clear Channel Communications y se trasladó a estudios compartidos con otras estaciones de Clear Channel, que ahora se encuentran en Burbank.
La Fox Broadcasting Company, que había mantenido algunas oficinas de negocios en los estudios de 20th Century Fox en el barrio de Century City de Los Ángeles, mientras estaba en el Television Center, trasladó su base de operaciones completa al lote del estudio de Century City poco después de la mudanza de KTTV. En esta nueva instalación, conocida como el Fox Network Center, es en donde se ruedan en directo producciones de la red, tales como Fox NFL Sunday y Major League Baseball on Fox.
Metromedia vendió el terreno al Distrito Escolar Unificado de Los Ángeles en 2000. El edificio fue demolido por el Distrito Escolar en 2003 y lo reemplazó con la escuela secundaria Helen Bernstein High School, que abrió sus puertas en 2008.

## Listado de programación grabada en Metromedia Square
- 227 (por todo su recorrido, 1985–1990)
- All in the Family (1975–1979)
- The Cheap Show (1978-1979)
- Concentration (versión sindicalizada; por todo su recorrido, 1973–1978)
- Diff'rent Strokes (1978–1982)
- Divorce Court (1957–1969)
- The Facts of Life (1979–1982)
- Family Ties (episodio piloto solamente, 1982)
- Gimme a Break! (por todo su recorrido, 1981–1987)
- Good Times (1975–1979)
- I've Got A Secret, presentado por Steve Allen (versión sindicalizada; por todo su recorrido, 1972–1973)
- In Living Color, (por todo su recorrido, 1990–1994)
- The Jeffersons (1975–1982)
- Hello, Larry (1979–1980)
- Jeopardy! (versión sindicalizada actual; primera temporada, 1984–1985)
- MADtv (1995–1996)
- Mama's Family (1983–1990)
- Name That Tune (1974–1981)
- The National Easter Seal Telethon (1979?-1984)
- One Day at a Time (1975–1982)
- La pequeña maravilla (por todo su recorrido, 1985–1989)
- Sanford (por todo su recorrido, 1980–1981)
- Saved by the Bell (por todo su recorrido, 1989–1993)
- Silver Spoons (episodio piloto solamente, 1982)
- Soul Train (1971–1981)
- Three's Company (a principios de 1977 y 1982–1984)
- Too Close for Comfort (sindicación) (por todo su recorrido, 1984–1986)
- Truth or Consequences (versión sindicalizada por todo su recorrido, 1966–1978)
- Welcome Back, Kotter  (1978–1979)